# Finisce sempre così
Finisce sempre così è un film del 1939, diretto da Enrique Susini.

## Trama
Alberto Milnar, un giovane organista e compositore, deluso in amore per causa di una sua cugina sbadata, sposa ad un suo amico che vive a Budapest e a cui egli ingenuamente invia della sua musica e che questi sfrutta presso un editore facendosi credere l'autore, se ne va nella capitale ungherese dove capita nella casa dei suoi amici proprio al momento in cui una tempesta coniugale è scoppiata per causa della gelosia della moglie. L'antico amore si ridesta in lui, e le promette di aiutarle nello scoprire il tradimento del marito. La accompagna quindi in un locale dove l'amica di suo marito si esibisce come concertista. Ma Alberto, riconoscendo nelle canzoni che essa canta quelle che lui ha scritto, lo dichiara pubblicamente ai presenti fra l'incredulità di tutti. Intanto la cugina divorzia dal marito infedele, dicendo ad Alberto di volerlo sposare in seconde nozze; egli accetta ma si accorge ben presto che la donna non è più innamorata di lui ma sempre appassionatamente del suo ex marito. Con generosità egli le ridà la parola, e mentre sta per ritornare al paese triste e amareggiato, una sua graziosa ammiratrice, Maritza, venuta in città a cercarlo, sarà colei che gli aprirà finalmente il cuore all'amore.

## Critica
(Anonimo, Bianco e Nero n. 3, marzo 1940, pag. 89)
(Giuseppe Isani, Cinema n. 83, 10 dicembre 1939)